# Provincia di Lambayeque
La provincia di Lambayeque è una delle 3 province della regione di Lambayeque nel Perù.

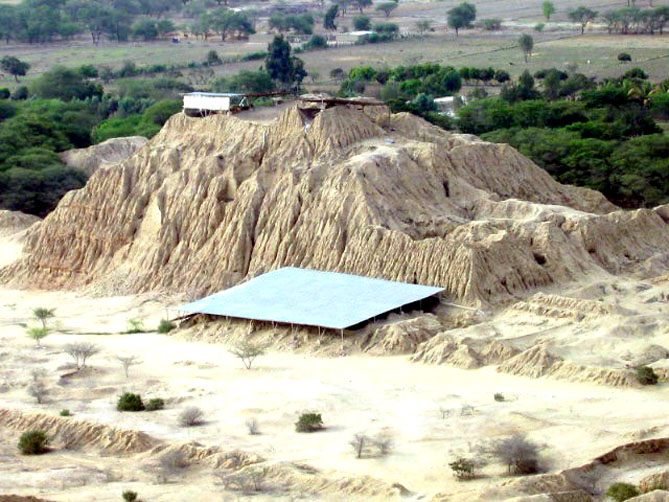
Túcume

Fondata nel 1553 ha come capoluogo la città di Lambayeque mentre la sua provincia è stata istituita il 23 dicembre 1821.

## Superficie e popolazione
- 9364,63 km²
- 258 747 abitanti (inei2005)

## Provincie confinanti
Confina a nord e a ovest con la regione di Piura; a est con le province di Ferreñafe e Chiclayo e a sud con l'oceano Pacifico.

## Geografia antropica

### Suddivisioni amministrative
È divisa in dodici distretti:
- Chochope
- Illimo
- Jayanca
- Lambayeque
- Mochumi
- Mórrope
- Motupe
- Olmos
- Pacora
- Salas
- San José
- Túcume

## Festività
- 20 gennaio: San Sebastiano
- marzo: settimana santa
- 29 giugno: San Pietro
- 8 dicembre: Immacolata Concezione